# Прощальная песня (Глинка)
«Прощальная песня» — романс М. И. Глинки на стихотворение Н. В. Кукольника. Входит в цикл «Прощание с Петербургом», созданный в 1840 году. Написана для соло и хора: минорной сольной партии противопоставлен мажорный хоровой припев.

## История
«Прощальная песня» представляет собой последний номер вокального цикла «Прощание с Петербургом», написанного Глинкой в 1840 году, накануне готовившегося отъезда за границу (впоследствии его планы изменились). В этот период он часто встречался с братьями Кукольниками, Нестором и Платоном, у которых собиралось общество литераторов, артистов, критиков и музыкантов. В своих «Записках» композитор вспоминает о том, как его провожали друзья:

10 августа Кукольники устроили для меня прощальный вечер, на который, кроме искренних приятелей и домашних, пригласили и некоторых артистов и литераторов. Я пел с необыкновенным одушевлением прощальную песню, хор пела братия наша, и кроме фортепьяно, был квартет с контрабасом… 11 августа я выехал из Петербурга.

Многие романсы цикла имеют посвящения. «Прощальной песне» предпослан следующий эпиграф: «Слова посвящены Михаилу Ивановичу Глинке. Музыку друзьям посвящает М. Глинка».

## Общая характеристика
Солист: 

Прощайте, добрые друзья!

Нас жизнь раскинет врассыпную;

Всё так, но где бы ни был я,

Я вспомню вас и затоскую.

Нигде нет вечно светлых дней,

Везде тоска, везде истома,

И жизнь для памяти моей

Листки истёртого альбома.

Хор:

Ты прав, певец, да не совсем!

Когда жизнь дружбою согрета,

Дай Бог тебе, и нам, и всем

Многие лета!
По мнению О. Е. Левашёвой, в «Прощальной песне» Глинка продолжает традицию маршевых застольных песен эпохи Отечественной войны и декабризма. В. А. Васина-Гроссман также видит в ней типичный образец распространённых в то время застольных песен с хором, однако подчёркивает, что «Прощальная песня» выходит далеко за рамки бытового жанра.
Песня исполняется поочерёдно солистом и хором. Накануне расставания с друзьями лирический герой прощается со всем, что когда-то было ему дорого, — любовью, славой и творчеством — сохраняя благодарную память лишь о дружбе. Теме разочарования и горечи противопоставляются «гимнические ноты» квартета, воспевающего непреходящую силу дружбы. Примечательно, что голоса звучат по большей части в унисон, что становится музыкальным выражением образов дружбы и единства. По М. А. Овчинникову, противоборство «сурового» запева и мажорного, ликующего припева составляет главную драматургию произведения.
«Прощальная песня» заканчивается торжеством хорового «многолетия», однако по свидетельству композитора и друга Глинки А. Н. Серова, сам композитор, исполняя его, отбрасывал «мажорное разрешение минорной песни».

## Исполнители

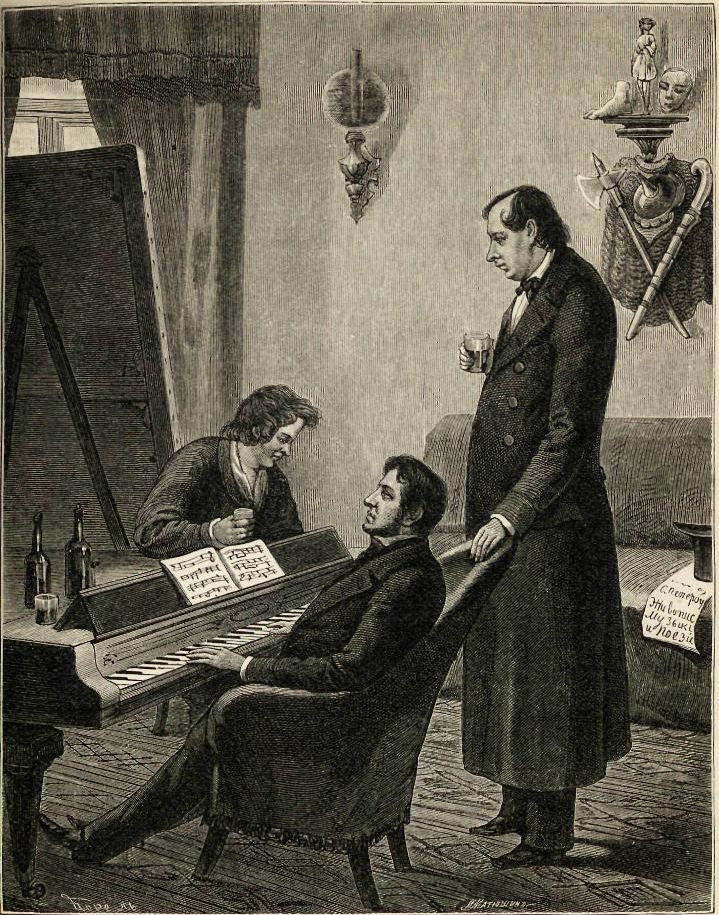
К. Брюллов, М. Глинка и Н. Кукольник. Гравюра И. И. Матюшина с рисунка П. А. Каратыгина, сделанного с натуры в 1842 году

Известно, что сам Михаил Глинка обладал хорошим голосом и нередко исполнял собственные произведения. Согласно воспоминаниям А. Н. Серова, «Прощальная песня» была в его постоянном репертуаре и он нередко пел её в дружеском кругу. Серов полагает, что слова этой песни, несмотря на их «мелодраматический тон», содержат в себе «много правды» и отражают то, как Глинка чувствовал себя среди друзей, «в обществе Кукольников и К. П. Брюллова». Он пишет, что в исполнении автора «Прощальная песня» звучала «увлекательной речью, проникнутою пафосом, широким и глубоким, как душа художника».
Описание того, как Глинка пел свою «Прощальную песню», оставил и В. П. Энгельгардт: «Наконец он запел „Прощальную песнь“. Поразителен был последний куплет „Есть неизменная семья, мир лучших дум и ощущений, кружок ваш, добрые друзья“ (тут он привстал, обвёл всех глазами и наклонился)…». Энгельгардт также свидетельствует о том, что в исполнении Глинки песня завершалась строкой «И струны лиры разрываю» с эффектным высоким ля, которого нет в изданном тексте: Глинка импровизировал концовку.
В XX веке «Прощальную песню» исполняли, в числе прочих, К. Заринь и Г. М. Нэлепп.